# Sierra de Son Torrella
La sierra de Son Torrella es una cadena montañosa situada en pleno centro de la Sierra de Tramontana, en Mallorca (Islas Baleares, España). Comparte con la Sierra de Alfabia el hecho de ser la subserranía más alta de Mallorca.

## Descripción
Su macizo es muy abrupto y conforma una gran divisoria de lluvia a lo largo de sus más de 10 kilómetros de longitud. Está dividida entre los términos municipales de Fornaluch (a los pies de esta) y Escorca. 
Precisamente la zona de Son Torrella perteneciente a Escorca forma una pequeña meseta con el mismo nombre, a más de 800 metros de altitud, y resulta ser el lugar más lluvioso de todo el archipiélago balear, pudiéndose llegar a acumular más de 2.000 litros de lluvia anuales, algo totalmente equiparable a los Pirineos.
La Sierra de Son Torrella va desde las inmediaciones del Puig Mayor (la conocida Coma de n'Arbona) hasta el Portell de Sa Costa, cercano al Barranco de Biniaraix. Su altitud va decreciendo conforme nos alejamos del Puig Mayor, desde los 1200 metros en su tramo inicial hasta bajar de los 900 en el Portell de sa Costa. 
Consta también de montañas individuales que resaltan dentro de ella, como es el caso de El Penyal Xapat.
Para los excursionistas es considerada como una de las rutas más duras que puedan hacerse en la montaña mallorquina, puesto que sus innumerables precipicios y sus hostiles caminos de roca inestable convierten en toda una hazaña el poder recorrerla: se necesita un mínimo de cinco horas.